# (36005) 1999 NH25
1999 NH25 (asteroide 36005) é um asteroide da cintura principal. Possui uma excentricidade de 0.19421440 e uma inclinação de 10.13542º.
Este asteroide foi descoberto no dia 14 de julho de 1999 por LINEAR em Socorro.